# Barrage du Ry de Rome
 (décembre 2020).
Si vous disposez d'ouvrages ou d'articles de référence ou si vous connaissez des sites web de qualité traitant du thème abordé ici, merci de compléter l'article en donnant les références utiles à sa vérifiabilité et en les liant à la section « Notes et références ».
Le lac Ry de Rome a une superficie de 25 hectares et est situé dans le Sud-Ouest de la province de Namur, au cœur de la forêt de Nismes lui-même dans le village de Petigny de la petite ville de Couvin, non loin de la frontière française.
D'un point de vue géographique, le lac se situe dans l'extrême ouest de l'Ardenne, en bordure du Plateau de Rocroi.

## Barrage
La construction a été entamée en 1941, interrompue entretemps pour être reprise en 1969[réf. souhaitée], et enfin mis en service lors de l'année 1975.
En août 1980 début de la construction de la station de traitement des eaux du barrage. Elle est opérationnelle depuis septembre 1983[réf. souhaitée]. La raison d'être de la station et du barrage est davantage le traitement des eaux pour la rendre potable que la production d'hydroélectricité.